# Punta Arena
Punta Arena är en ort i Mexiko.   Den ligger i kommunen Los Cabos och delstaten Baja California Sur, i den västra delen av landet, 1 200 km väster om huvudstaden Mexico City. Punta Arena ligger 78 meter över havet och antalet invånare är 121.
Terrängen runt Punta Arena är platt västerut, men åt nordost är den kuperad. Havet är nära Punta Arena åt sydost.  Närmaste större samhälle är Cabo San Lucas, 4,5 km väster om Punta Arena. 